# Csötönyi Sándor
Csötönyi Sándor (Dunaszentgyörgy, 1949. február 24. −) magyar ökölvívó, edző, sporttisztviselő.

## Pályafutása
1961-ben a Szekszárdi Dózsában kezdett boxolni. 1968-ban az MTK, majd 1969-1971-ben a Honvéd Zalka sportolója lett. Ifjúsági válogatott volt. Legjobb eredménye az 1969-es magyar bajnokságon pehelysúlyban elért bronzérem volt.  
Akkori felesége NDK-beli, fizika-matematikaszakos tanár volt Zwickauban. Csötönyi ugyancsak Zwickauban testnevelő tanár lett, és 1976-ig a BSG Sachsenring Zwickau edzője volt. 1976-tól 1978-ig a Csepel SC-ben trénerkedett. 1979-től 1988-ig a felnőtt válogatottnál volt Papp László segítője. Emellett 1984-ig az utánpótlás válogatottak edzője volt. Irányításával 1980-ban a junior válogatott 5 érmet szerzett az Európa-bajnokságon. Edzőként ott volt az 1980-as és az 1988-as olimpián. 1989-től a CSC Frankfurtnál dolgozott szaktanácsadóként. 
1989-ben két hónapig a Bp. Honvéd szakosztályvezetője volt. 1989 és 1991 között a KSI sportmenedzsere volt. Az 1990-es önkormányzati választáson az SZDSZ jelöltjeként és a FIDESZ támogatásával Zuglóban szerzett mandátumot. 1991-ben a Hivatásos Ökölvívók Szövetségének menedzserigazgatója és a pécsi Casino Imperial igazgatója lett. 1992-ben pályázott a Magyar Ökölvívó Szövetség elnöki posztjára. 1994-ben a Kontrax kelet-európai igazgatója volt. 1994 decemberében a Magyar Ökölvívó Szövetség elnökhelyettese lett. 1995-ben az Európai Amatőr Ökölvívó Szövetség (EABA) technikai bizottságának a tagja, 2002-től a szervezet alelnöke.1996 októberében a magyar szövetség elnöke lett. Ezt a posztját 2017-ig töltötte be. 2000-től 2014-ig a Central Casino igazgatója volt. A Nemzetközi Ökölvívó Szövetség (AIBA) technikai bizottságának (1999) és a végrehajtó bizottságának (2002) tagja. 2001-ben a MOB-elnökségi tagja lett. 2009-ben az Európai Ökölvívó Konföderáció (EUBC) alelnökének választották.

## Díjai, elismerései
- Aranyjelvényes ifjúsági sportoló (1968)
- Magyar Népköztársasági sportérdemérem ezüst fokozat (1988)[7]
- Mesteredző (1989)
- Pro Urbe Szekszárd (2004)
- Magyar Köztársasági Érdemrend középkeresztje  (2009)